# Saussurea

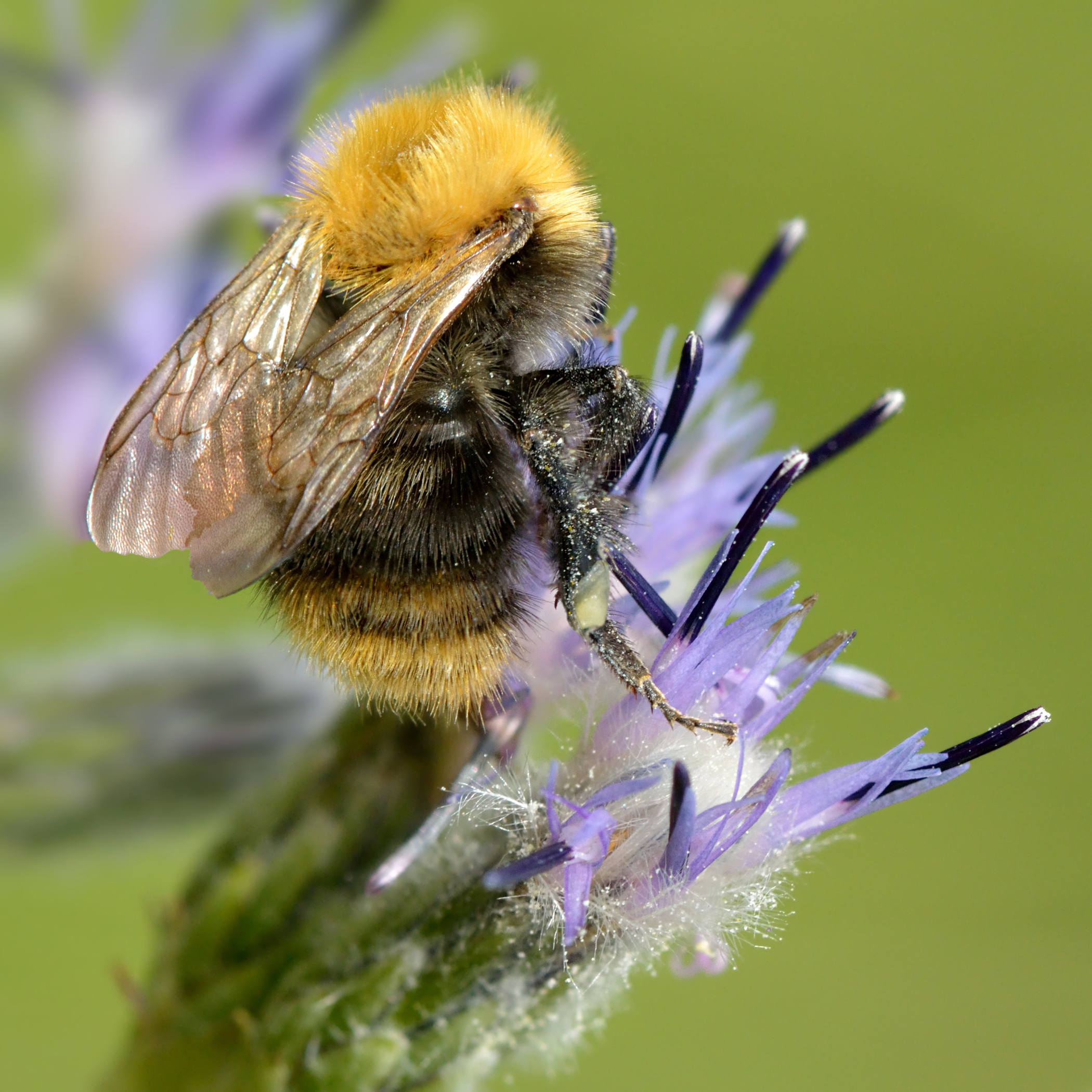

Saussurea és un gènere de plantes asteràcies que conté unes tres centenars d'espècies. Són plantes natives de les regions temperades i àrtiques d'Àsia, Europa i Amèrica del Nord. Presenten la major biodiversitat als climes alpins de l'Himàlaia i de l'Àsia central. Són plantes herbàcies i perennes que segons les espècies oscil·len entre una mida de 5-10 cm d'alt fins a la de 3 metres. Les fulles es presenten en una roseta basal densa. Els capítols florals són abundants i petits. De Candolle va donar nom a aquest gènere en honor dels botànics Horace-Bénédict de Saussure (1740-1799) i Nicolas-Théodore de Saussure (1767–1845).

## Usos
Moltes espècies d'aquest gènere provinent de l'Himàlaia es fan servir com planta ornamental pels seus atractius capítols florals coberts d'una mena de llana.
L'arrel Costi amari radix va ser un important producte de comerç entre l'Imperi Romà i l'Índia, es creu que era l'arrel seca de l'espècie Saussurea lappa.
Diverses espècies del gènere es fan servir en la medicina tradicional tibetana, per exemple Saussurea lappa utilitzada per guarir la disenteria i les úlceres. Les flors de Saussurea involucrata des de fa molt de temps es fan servir en la medicina tradicional xinesa per al tractament de l'artritis reumatoide i d'altres afeccions.
Saussurea obvallata, que a l'Índia es coneix com a "brahmakamala" és una espècie sagrada que s'ofereix a la divinitat Nanda Devi.

## Algunes espècies
- S. abnormis. Himàlaia.
- S. acrophila. Xina.
- S. albescens. Himàlaia.
- S. alpina. Europa central i del nord, nord-oest d'Àsia.
- S. amara. Xina, Rússia.
- S. americana. Amèrica del Nord.
- S. amurensis. Xina.
- S. angustifolia. Àsia, Alaska, Canadà.
- S. auriculata. Himàlaia.
- S. bhutkesh. Himàlaia.
- S. bodinieri.
- S. bullockii.
- S. cana.
- S. candolleana.
- S. ceratocarpa. Càixmir.
- S. chinnampoensis.
- S. chrysotricha
- S. controversa
- S. cordifolia
- S. costus
- S. crispa
- S. deltoidea. Taiwan.
- S. densa. Montana.
- S. dhwojii
- S. discolor. Alps.
- S. dolichopoda
- S. donkiah.
- S. dutaillyana.
- S. dzeurensis.
- S. elegans. Caucas
- S. epilobioides.
- S. fastuosa.
- S. formosana. Taiwan.
- S. forrestii.
- S. frondosa.
- S. glandulosa. Taiwan.
- S. globosa.
- S. gnaphalodes.
- S. gossypiphora.
- S. graminea.
- S. graminifolia.
- S. grandiflora.
- S. heteromalla.
- S. hieracioides.
- S. hookeri.
- Saussurea involucrata. Lotus de la neu, Himàlaia, (Vansemberuu) Mongòlia.
- S. iodostegia.
- S. japonica. Japó, Corea, nor de la Xina.
- S. kanaii.
- S. kanzanensis.
- S. kingii.
- S. kiraisanensis.
- S. laminamaensis.
- Saussurea laniceps.
- S. lanuginosa.
- Saussurea lappa.
- S. leontodontoides.
- S. licentiana.
- S. likiangensis.
- S. linearifolia.
- S. longifolia.
- S. manshurica.
- Saussurea medusa.
- S. mongolica. Mongòlia.
- S. namikawae.
- S. neofranchetii.
- S. nepalensis.
- S. nigrescens.
- S. nishiokae.
- S. nivea.
- S. nuda. Nutty Saw-wort. Alaska.
- Saussurea obvallata. Brahma Kamal.
- S. oligantha.
- S. otophylla.
- S. pachyneura.
- S. parviflora.
- S. pectinata.
- S. peguensis.
- S. phaeantha.
- S. pinetorum.
- S. piptathera.
- S. platyphyllaria.
- S. polycephala.
- S. polystichoides.
- S. populifolia.
- S. porcii. Carpats
- S. pulchella.
- S. pygmaea. Alps, Carpats
- S. quercifolia.
- S. romuleifolia.
- S. roylei.
- S. runcinata.
- S. salsa.
- S. simpsoniana.
- S. sobarocephala.
- S. spicata.
- S. stafleuana.
- S. stella.
- S. stracheyana.
- S. sughoo.
- S. taraxacifolia.
- S. tangutica.
- S. topkegolensis.
- S. tridactyla.
- S. turgaiensis. Rússia.
- S. uniflora.
- S. ussuriensis.
- S. vansemberuu. Mongòlia.
- S. veitchiana.
- S. velutina. C
- S. viscida. Alaska.
- S. weberi. Muntanyes Rocoses.
- S. werneroides.
- S. yakla.